# Mount Locke
Mount Locke ist ein 1190 m hoher und mit einer Schneehaube versehener Berg im ostantarktischen Viktorialand. Er ragt am nordöstlichen Ende der DuBridge Range in den Admiralitätsbergen auf.
Der United States Geological Survey kartierte ihn anhand eigener Vermessungen und Luftaufnahmen der United States Navy aus den Jahren von 1960 bis 1963. Das Advisory Committee on Antarctic Names benannte ihn 1970 nach Lieutenant Commander Jerry L. Locke, Hubschrauberpilot der Flugstaffel VX-6 bei der Operation Deep Freeze des Jahres 1968.